# Mancomunidad Embalse de Béjar
La mancomunidad Embalse de Béjar es una agrupación administrativa de municipios en la provincia de Salamanca, Castilla y León, España.

## Municipios
- Aldeacipreste
- Béjar
- La Calzada de Béjar
- Colmenar de Montemayor
- Cristóbal de la Sierra
- Fuentes de Béjar
- Horcajo de Montemayor
- Ledrada
- Molinillo
- Montemayor del Río
- Nava de Béjar
- Peromingo
- Puebla de San Medel
- Sanchotello
- Santibáñez de la Sierra
- Valdefuentes de Sangusín
- Valdehijaderos
- Valdelageve
- Valverde de Valdelacasa

## Competencias
- La toma de agua en el embalse de Béjar.
- Conservación y mantenimiento de la potabilizadora y red.
- El impulso y condición del agua, hasta los depósitos de cada uno de los municipios mancomunados. En ningún caso será competencia de la mancomunidad, el abastecimiento domiciliario de agua a los vecinos de los municipios.
- Los acuerdos del consejo de la mancomunidad en el establecimiento y realización de los servicios y obras mencionadas obligarán a los ayuntamientos mancomunados.